# Xã Charrette, Quận Warren, Missouri
Xã Charrette (tiếng Anh: Charrette Township) là một xã thuộc quận Warren, tiểu bang Missouri, Hoa Kỳ. Năm 2010, dân số của xã này là 5.579 người.